# 李哲承

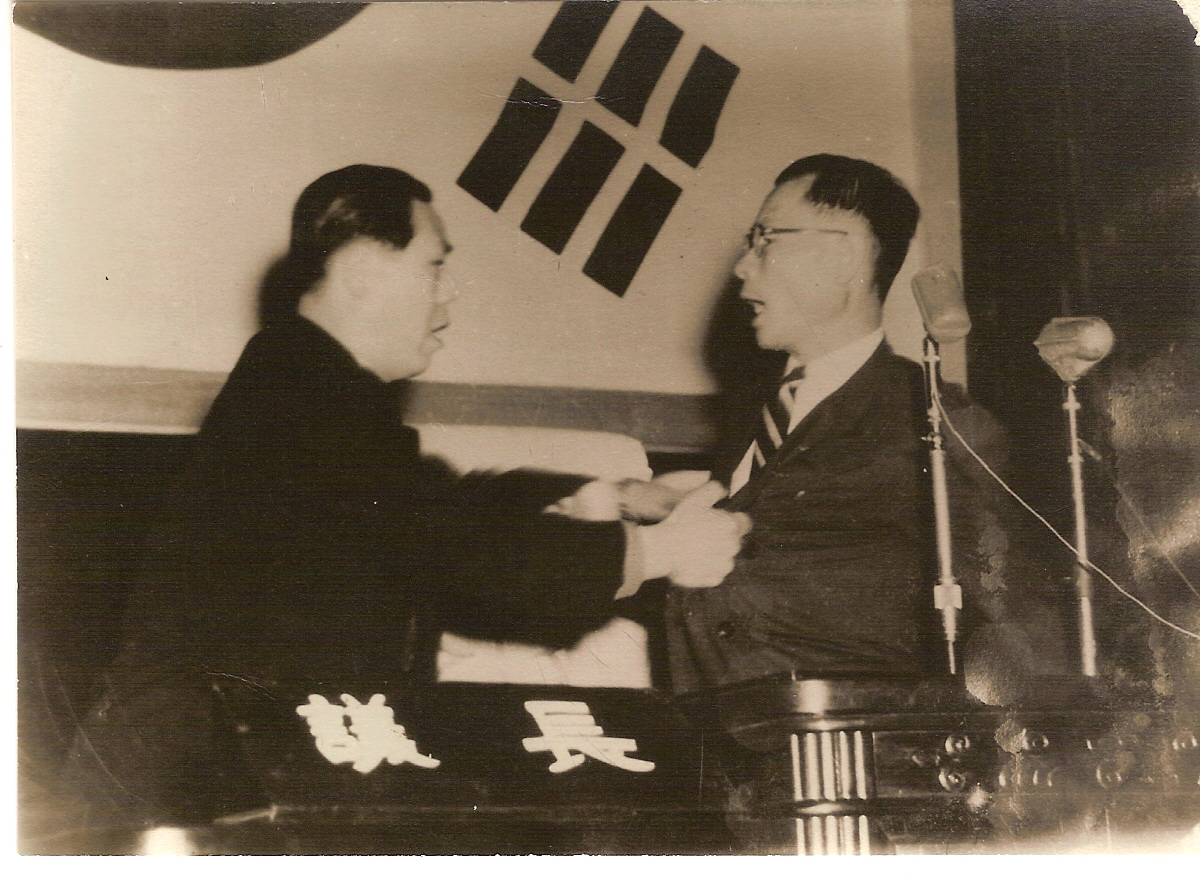
1954年11月29日の四捨五入改憲の可決宣言後、李哲承（左）が国会副議長の崔淳周の胸ぐらを掴んだ

李 哲承（イ・チョルスン、朝鮮語: 이철승、1922年5月15日 - 2016年2月27日）は、大韓民国の独立運動家、政治家、右翼活動家である。第3・4・5・8・9・10・12代韓国国会議員、第9代国会副議長、元新民党総裁。
本貫は全義李氏。号は素石（ソソク、소석）。独立運動家の李錫圭は父、制憲国会議員の李錫柱は叔父。成均館大学校教授、元国連特別報告者の李亮喜は娘、金振晩の次男で元国会議員の金宅起は元娘婿。また、元国会議員の林鍾基は従姉妹の夫。

## 経歴
ソウル市鐘路区出身。儒教の信者。高麗大学校卒、ペンシルベニア大学大学院修了。アジア重量挙げ連盟会長、大韓体育会会長、国連総会韓国代表を歴任した。
1945年 - 1947年、韓国の右翼学生団体反託学連、全国学生総連盟の指導者と1930年 - 40年代の韓国の有名な学生右翼団体、反共主義の活動家であった。1963年からは、野党の指導者の1人として活動した。

## 著作
- <絶望への挑戦>
- <民主の装丁>
- <全国學聯>
- <中途統合論>
- <大韓民国と私>